# Nikotianamin sintaza
Nikotianamin sintaza (EC 2.5.1.43, Nicotianamine synthase) je enzim sa sistematskim imenom S-adenozil--metionin:-adenozil--metionin:-adenozil--metionin 3-amino-3-karboksipropiltransferaza. Ovaj enzim katalizuje sledeću hemijsku reakciju
3 -adenozil--metionin {\displaystyle \rightleftharpoons } 3 S-metil-5'-tioadenozin + nikotianamin

## Literatura
- Nicholas C. Price; Lewis Stevens (1999). Fundamentals of Enzymology: The Cell and Molecular Biology of Catalytic Proteins (Third изд.). USA: Oxford University Press. ISBN 019850229X.
- Eric J. Toone (2006). Advances in Enzymology and Related Areas of Molecular Biology, Protein Evolution (Volume 75 изд.). Wiley-Interscience. ISBN 0471205036.
- Branden C; Tooze J. Introduction to Protein Structure. New York, NY: Garland Publishing. ISBN 0-8153-2305-0.
- Irwin H. Segel. Enzyme Kinetics: Behavior and Analysis of Rapid Equilibrium and Steady-State Enzyme Systems (Book 44 изд.). Wiley Classics Library. ISBN 0471303097.

## Spoljašnje veze
- Nicotianamine+synthase на 